# Ду Сигуй
Ду Сигу́й (кит. трад. 杜鍚珪, упр. 杜钖珪, пиньинь Dù Xíguī, 12 ноября 1874 — 28 декабря 1933) — китайский адмирал и политик первой половины XX века.

## Биография
Ду Сигуй родился в урбанизированной части Фучжоуской управы провинции Фуцзянь. Его старший брат был военным моряком, и поэтому он тоже пошёл служить во флоте. В 1902 году он окончил Цзяннаньское флотское училище, после чего отправился на учёбу в Великобританию. По возвращении на родину в 1904 году стал старшим помощником на корабле «Хайтянь» (海天). В июле 1911 года получил под командование корабль «Цзянчжэнь» (江贞).
Когда в октябре 1911 года произошло Учанское восстание, «Цзянчжэнь» по приказу Юань Шикая вверх по Янцзы на его подавление. Увидев коллапс цинской империи, Ду Сигуй вместе с кораблём перешёл на сторону восставших, заложив основу республиканского флота. Этот мятеж моряков привёл к отставке морского министра Са Чжэньбина. Затем произошло восстание в Цзюцзяне, и Ду Сигуй получил от революционных властей под командование корабль «Хайжун» (海容), с которым вернулся к Ханькоу, помогая оплоту китайской революции отбиваться от цинских войск. Отстояв трёхградье Ухань, флот совместно с сухопутными войсками двинулся вниз по Янцзы, распространяя революцию на провинции Аньхой и Хубэй. После того, как Юань Шикай стал президентом Китайской республики, Ду Сигуй перешёл в подчинение пекинскому правительству.
В декабре 1912 года Ду Сигуй получил звание «шансяо» («капитан 1-го ранга»). В 1913 году во время «Второй революции» Ду Сигуй участвовал в подавлении восстания, однако когда в 1915 году началась война в защиту республики, Ду Сигуй повернул оружие против Юань Шикая. После смерти Юань Шикая он вновь стал подчиняться приказам Пекинского правительства, и в августе 1917 года стал командующим 2-й эскадрой, после вступления Китая в Первую мировую войну на стороне Антанты захватывал на Янцзы германские и австро-венгерские суда.
В ходе начавшихся милитаристских междоусобиц Ду Сигуй поддержал чжилийскую клику и её лидера У Пэйфу. В 1921 году он получил звание «чжунцзяна» (вице-адмирала). Когда в 1922 году разразилась Первая Чжили-Фэнтяньская война, Ду Сигуй перерезал коммуникации Фэнтяньской клики, внеся свой вклад в победу чжилийцев. В 1923 году он стал командующим флотом Китайской республики. После этого, однако, у него начался конфликт с командующим 1-й эскандой Линь Цзяньчжаном, которого поддерживала Аньхойская клика. Произошедшая в 1924 году Вторая Чжили-Фэнтяньская война завершилась поражением чжилийцев, и Ду Сигуй потерял свой пост.
В декабре 1925 года Чжилийская клика вновь оказалась у власти, и Ду Сигуй снова стал командующим флотом. Когда в 1926 году Анти-Фэнтяньская война привела к отстранению от власти Дуань Цижуя, то в Пекине началась чехарда сменявших друг друга слабых правительств, возглавляемых компромиссными фигурами. В июле-сентябре Ду Сигуй, поддержанный Фэнтяньской кликой, возглавил правительство страны и был временно исполняющим обязанности президента. Начатый партией Гоминьдан Северный поход сделал власть пекинского правительства номинальной, и в марте 1927 года Ду Сигуй вместе с подчинёнными ему кораблями официально перешёл на сторону НРА.
В ноябре 1929 года Ду Сигуй был командирован правительством в поездку по Европе, США и Японии с целью изучения дел в области военно-морского флота. В июле 1931 года он получил звание «шанцзян» (адмирал).